# Адежо, Даниэль
Даниэль Адежо (англ. Daniel Adejo; 7 августа 1989, Кадуна, Нигерия) — нигерийский футболист, защитник клуба «Реджина».

## Карьера
Начинал свою серьезную карьеру в «Реджине». 1 марта 2009 года дебютировал за «амарантовых» в Серии А в матче против «Фиорентины». Всего в итальянской элите провел восемь матчей. После вылета из нее «Реджины», остался в команде. Также в Серии B нигериец выступал за «Виченцу». Долгое время играл в греческой Суперлиге за «Каллони», «Керкиру» и «Ламию».
В 2023 году защитник вернулся в «Реджину», из-за финансовых махинаций спустившуюся в Серию D.